# Eleições regionais na Catalunha em 1992
As eleições regionais na Catalunha em 1992 foram realizadas a 15 de Março e, serviram para eleger os 135 deputados ao Parlamento Regional.
Os resultados deram nova vitória e maioria absoluta à Convergência e União, liderada por Jordi Pujol, mantendo-se no governo regional, como sucedia desde 1980.

## Resultados Oficiais
| Partido                 | Partido                              | Votos     | %               | +/-   | Deputados | +/-   |
| ----------------------- | ------------------------------------ | --------- | --------------- | ----- | --------- | ----- |
|                         | Convergência e União                 | 1 221 233 | 46,19 / 100,00  | 0,47  | 70 / 135  | 1     |
|                         | Partido dos Socialistas da Catalunha | 728 311   | 27,55 / 100,00  | 2,23  | 40 / 135  | 2     |
|                         | Esquerda Republicana da Catalunha    | 210 366   | 7,96 / 100,00   | 3,82  | 11 / 135  | 5     |
|                         | Iniciativa pela Catalunha            | 171 794   | 6,50 / 100,00   | 1,26  | 7 / 135   | 2     |
|                         | Partido Popular                      | 157 772   | 5,97 / 100,00   | 0,66  | 7 / 135   | 1     |
|                         | Outros                               | 123 342   | 4,67 / 100,00   |       | 0 / 135   |       |
| Votos Inválidos         | Votos Inválidos                      | 42 233    | 1,60 / 100,00   | 0,46  |           |       |
| Total                   | Total                                | 2 655 051 | 100,00 / 100,00 |       | 135 / 135 |       |
| Eleitorado/Participação | Eleitorado/Participação              | 4 839 071 | 54,87 / 100,00  | 4,50  |           |       |
| Fonte                   | Fonte                                | [ 2 ]     | [ 2 ]           | [ 2 ] | [ 2 ]     | [ 2 ] |

## Resultados por Províncias
| Província | %     | D   | %     | D   | %     | D   | %    | D  | %    | D  | D   | Votantes  |
| Província | CiU   | CiU | PSC   | PSC | ERC   | ERC | IC   | IC | PP   | PP | D   | Votantes  |
| --------- | ----- | --- | ----- | --- | ----- | --- | ---- | -- | ---- | -- | --- | --------- |
| Barcelona | 44,58 | 41  | 28,89 | 27  | 7,19  | 6   | 7,42 | 6  | 5,93 | 5  | 85  | 1 986 721 |
| Girona    | 54,29 | 11  | 21,81 | 4   | 11,60 | 2   | 3,36 | -  | 3,96 | -  | 17  | 249 443   |
| Lérida    | 53,60 | 9   | 21,83 | 4   | 9,79  | 1   | 2,87 | -  | 6,87 | 1  | 15  | 172 991   |
| Tarragona | 45,78 | 9   | 26,50 | 5   | 9,18  | 2   | 4,75 | 1  | 7,68 | 1  | 18  | 245 896   |
| Catalunha | 46,19 | 70  | 27,55 | 40  | 7,96  | 11  | 6,50 | 7  | 5,97 | 7  | 135 | 2 655 051 |

### Barcelona
| Partido                 | Partido                              | Votos     | %               | +/-  | Deputados | +/- |
| ----------------------- | ------------------------------------ | --------- | --------------- | ---- | --------- | --- |
|                         | Convergência e União                 | 882 758   | 44,58 / 100,00  | 0,98 | 41 / 85   | 2   |
|                         | Partido dos Socialistas da Catalunha | 572 036   | 28,89 / 100,00  | 2,49 | 27 / 85   | 1   |
|                         | Iniciativa pela Catalunha            | 146 937   | 7,42 / 100,00   | 1,40 | 6 / 85    | 2   |
|                         | Esquerda Republicana da Catalunha    | 142 381   | 7,19 / 100,00   | 3,48 | 6 / 85    | 3   |
|                         | Partido Popular                      | 117 409   | 5,93 / 100,00   | 0,70 | 5 / 85    | 1   |
|                         | Outros                               | 95 773    | 4,83 / 100,00   |      | 0 / 85    |     |
| Votos Inválidos         | Votos Inválidos                      | 29 427    | 1,49 / 100,00   | 0,43 |           |     |
| Total                   | Total                                | 1 986 721 | 100,00 / 100,00 |      | 85 / 85   |     |
| Eleitorado/Participação | Eleitorado/Participação              | 3 722 928 | 53,36 / 100,00  | 5,22 |           |     |

### Girona
| Partido                 | Partido                              | Votos   | %               | +/-  | Deputados | +/-     |
| ----------------------- | ------------------------------------ | ------- | --------------- | ---- | --------- | ------- |
|                         | Convergência e União                 | 134 621 | 54,29 / 100,00  | 1,98 | 11 / 17   | Estável |
|                         | Partido dos Socialistas da Catalunha | 54 085  | 21,81 / 100,00  | 1,82 | 4 / 17    | 1       |
|                         | Esquerda Republicana da Catalunha    | 28 764  | 11,60 / 100,00  | 6,11 | 2 / 17    | 1       |
|                         | Partido Popular                      | 9 817   | 3,96 / 100,00   | 0,24 | 0 / 17    | Estável |
|                         | Iniciativa pela Catalunha            | 8 333   | 3,36 / 100,00   | 0,54 | 0 / 17    | Estável |
|                         | Outros                               | 9 349   | 3,77 / 100,00   |      | 0 / 17    |         |
| Votos Inválidos         | Votos Inválidos                      | 4 474   | 1,80 / 100,00   | 0,31 |           |         |
| Total                   | Total                                | 249 443 | 100,00 / 100,00 |      | 17 / 17   |         |
| Eleitorado/Participação | Eleitorado/Participação              | 403 374 | 61,84 / 100,00  | 3,79 |           |         |

### Lérida
| Partido                 | Partido                              | Votos   | %               | +/-  | Deputados | +/-     |
| ----------------------- | ------------------------------------ | ------- | --------------- | ---- | --------- | ------- |
|                         | Convergência e União                 | 92 210  | 53,60 / 100,00  | 0,21 | 9 / 15    | Estável |
|                         | Partido dos Socialistas da Catalunha | 37 551  | 21,83 / 100,00  | 1,22 | 4 / 15    | Estável |
|                         | Esquerda Republicana da Catalunha    | 16 839  | 9,79 / 100,00   | 3,89 | 1 / 15    | Estável |
|                         | Partido Popular                      | 11 824  | 6,87 / 100,00   | 0,69 | 1 / 15    | Estável |
|                         | Iniciativa pela Catalunha            | 4 946   | 2,87 / 100,00   | 0,71 | 0 / 15    | Estável |
|                         | Alternativa Verde                    | 1 831   | 1,06 / 100,00   | 0,32 | 0 / 15    | Estável |
|                         | Outros                               | 4 633   | 2,69 / 100,00   |      | 0 / 15    |         |
| Votos Inválidos         | Votos Inválidos                      | 3 157   | 1,83 / 100,00   | 0,53 |           |         |
| Total                   | Total                                | 172 991 | 100,00 / 100,00 |      | 15 / 15   |         |
| Eleitorado/Participação | Eleitorado/Participação              | 287 728 | 60,12 / 100,00  | 1,09 |           |         |

### Tarragona
| Partido                 | Partido                              | Votos   | %               | +/-  | Deputados | +/-     |
| ----------------------- | ------------------------------------ | ------- | --------------- | ---- | --------- | ------- |
|                         | Convergência e União                 | 111 644 | 45,78 / 100,00  | 1,79 | 9 / 18    | 1       |
|                         | Partido dos Socialistas da Catalunha | 64 639  | 26,50 / 100,00  | 0,46 | 5 / 18    | Estável |
|                         | Esquerda Republicana da Catalunha    | 22 382  | 9,18 / 100,00   | 3,92 | 2 / 18    | 1       |
|                         | Partido Popular                      | 18 722  | 7,68 / 100,00   | 0,62 | 1 / 18    | Estável |
|                         | Iniciativa pela Catalunha            | 11 578  | 4,75 / 100,00   | 0,73 | 1 / 18    | Estável |
|                         | Grupo Ruiz-Mateos                    | 3 515   | 1,44 / 100,00   | Novo | 0 / 18    | Novo    |
|                         | Alternativa Verde                    | 2 800   | 1,15 / 100,00   | 0,61 | 0 / 18    | Estável |
|                         | Outros                               | 5 441   | 2,24 / 100,00   |      | 0 / 18    |         |
| Votos Inválidos         | Votos Inválidos                      | 5 175   | 2,11 / 100,00   | 0,75 |           |         |
| Total                   | Total                                | 245 896 | 100,00 / 100,00 |      | 18 / 18   |         |
| Eleitorado/Participação | Eleitorado/Participação              | 425 041 | 57,85 / 100,00  | 1,34 |           |         |

## Resultados por Comarcas
Os resultados apresentados referem-se aos partidos que obtiveram, no mínimo, 1,00% dos votos:
| Comarca           | %     | %     | %     | %     | %     |
| Comarca           | CiU   | PSC   | ERC   | IC    | PP    |
| ----------------- | ----- | ----- | ----- | ----- | ----- |
| Alt Camp          | 50,82 | 24,29 | 14,32 | 2,55  | 3,67  |
| Alt Empordà       | 51,88 | 22,36 | 11,52 | 2,62  | 6,06  |
| Alt Penedès       | 54,25 | 25,12 | 9,86  | 2,93  | 3,87  |
| Alt Urgell        | 61,92 | 18,51 | 8,31  | 1,87  | 5,51  |
| Alta Ribagorça    | 44,99 | 34,97 | 8,08  | 3,16  | 3,70  |
| Anoia             | 53,93 | 27,80 | 7,70  | 3,55  | 2,95  |
| Bages             | 54,41 | 24,77 | 9,84  | 4,24  | 3,10  |
| Baix Camp         | 46,97 | 27,73 | 9,56  | 3,65  | 5,57  |
| Baix Ebre         | 45,60 | 20,89 | 7,00  | 5,04  | 14,60 |
| Baix Empordà      | 53,90 | 24,36 | 10,55 | 3,34  | 2,80  |
| Baix Llobregat    | 34,73 | 38,52 | 5,00  | 10,22 | 4,42  |
| Baix Penedès      | 48,97 | 32,70 | 7,57  | 2,58  | 4,32  |
| Barcelonès        | 43,47 | 27,89 | 6,73  | 7,87  | 7,84  |
| Berguedà          | 59,78 | 18,32 | 13,75 | 2,14  | 2,59  |
| Cerdanha          | 59,12 | 16,92 | 12,31 | 1,74  | 5,07  |
| Conca de Barberà  | 43,88 | 18,15 | 17,33 | 9,71  | 6,17  |
| Garraf            | 45,03 | 30,82 | 7,43  | 7,31  | 4,46  |
| Garrigues         | 53,89 | 18,28 | 15,48 | 3,53  | 5,28  |
| Garrotxa          | 57,98 | 18,19 | 13,42 | 2,62  | 3,52  |
| Gironès           | 49,52 | 24,49 | 11,96 | 4,11  | 4,54  |
| Maresme           | 51,14 | 25,29 | 8,73  | 4,83  | 4,98  |
| Montsià           | 46,76 | 24,09 | 8,21  | 8,23  | 6,20  |
| Noguera           | 58,32 | 17,74 | 12,47 | 2,36  | 5,81  |
| Osona             | 62,53 | 13,41 | 15,12 | 2,95  | 2,31  |
| Pallars Jussà     | 58,85 | 20,56 | 9,51  | 2,29  | 4,00  |
| Pallars Sobirà    | 60,93 | 19,28 | 9,20  | 2,34  | 2,82  |
| Pla de l'Estany   | 63,84 | 11,13 | 14,05 | 2,67  | 3,92  |
| Pla d'Urgell      | 56,14 | 18,95 | 11,61 | 1,87  | 7,10  |
| Priorat           | 50,76 | 24,11 | 13,71 | 3,50  | 4,54  |
| Ribera d'Ebre     | 50,83 | 21,45 | 10,20 | 5,72  | 7,41  |
| Ripollès          | 59,86 | 20,45 | 9,65  | 4,10  | 2,01  |
| Segarra           | 65,34 | 10,35 | 11,09 | 1,92  | 6,42  |
| Segrià            | 45,85 | 28,20 | 7,60  | 3,76  | 8,33  |
| Selva             | 56,38 | 21,00 | 11,34 | 3,55  | 3,04  |
| Solsonès          | 67,44 | 9,80  | 11,07 | 1,31  | 6,40  |
| Tarragonès        | 40,92 | 31,21 | 7,55  | 4,55  | 8,40  |
| Terra Alta        | 51,35 | 15,36 | 9,35  | 4,55  | 16,77 |
| Urgell            | 59,70 | 15,21 | 12,08 | 2,43  | 6,14  |
| Vale de Aran      | 57,58 | 24,80 | 2,98  | 1,48  | 8,23  |
| Vallès Occidental | 41,03 | 32,30 | 6,22  | 9,07  | 4,29  |
| Vallès Oriental   | 49,56 | 28,68 | 7,59  | 5,62  | 3,66  |
| Catalunha         | 46,19 | 27,55 | 7,96  | 6,50  | 5,97  |